# 西九龍

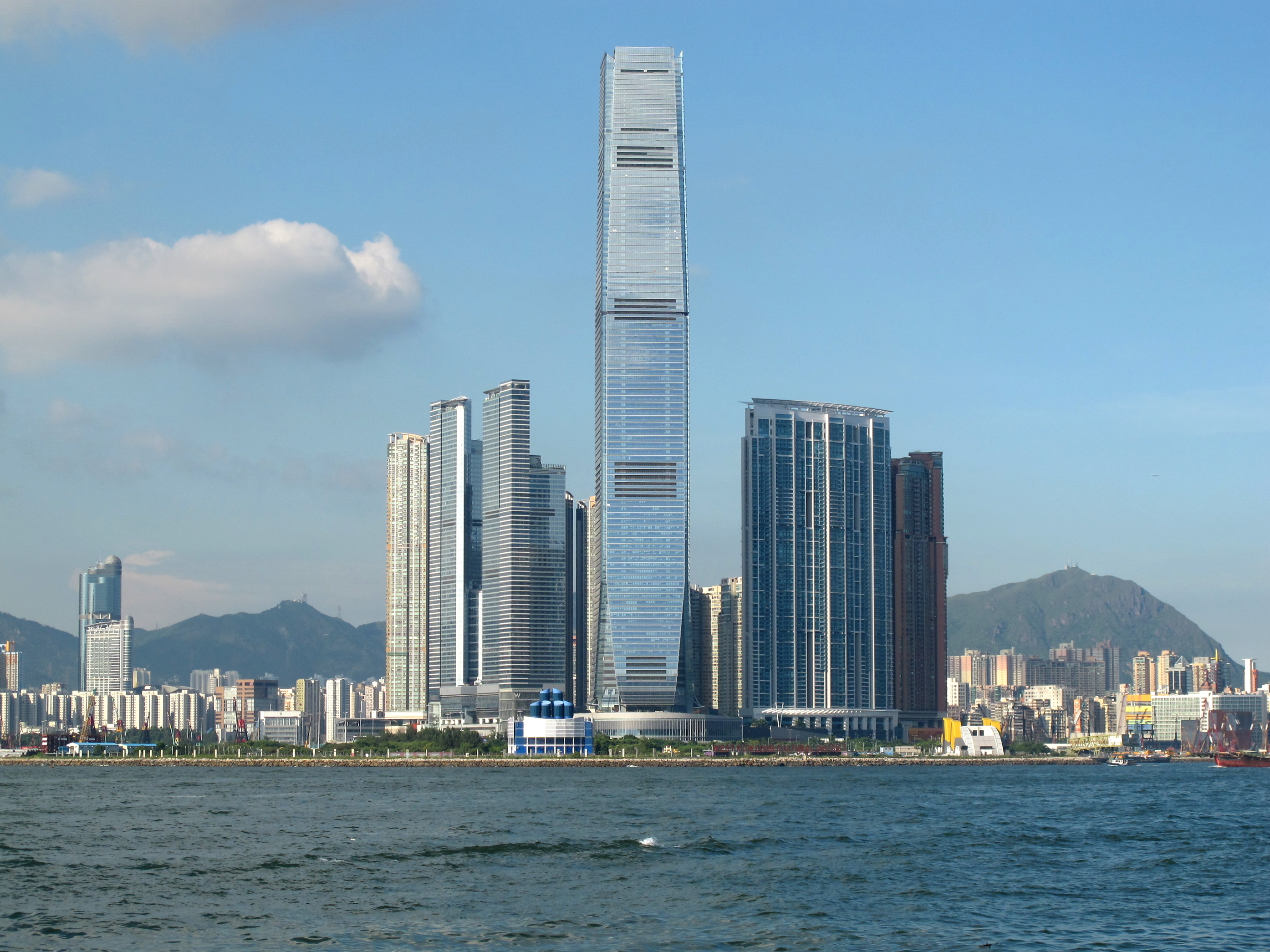
西九龍（簡稱西九或新西九）

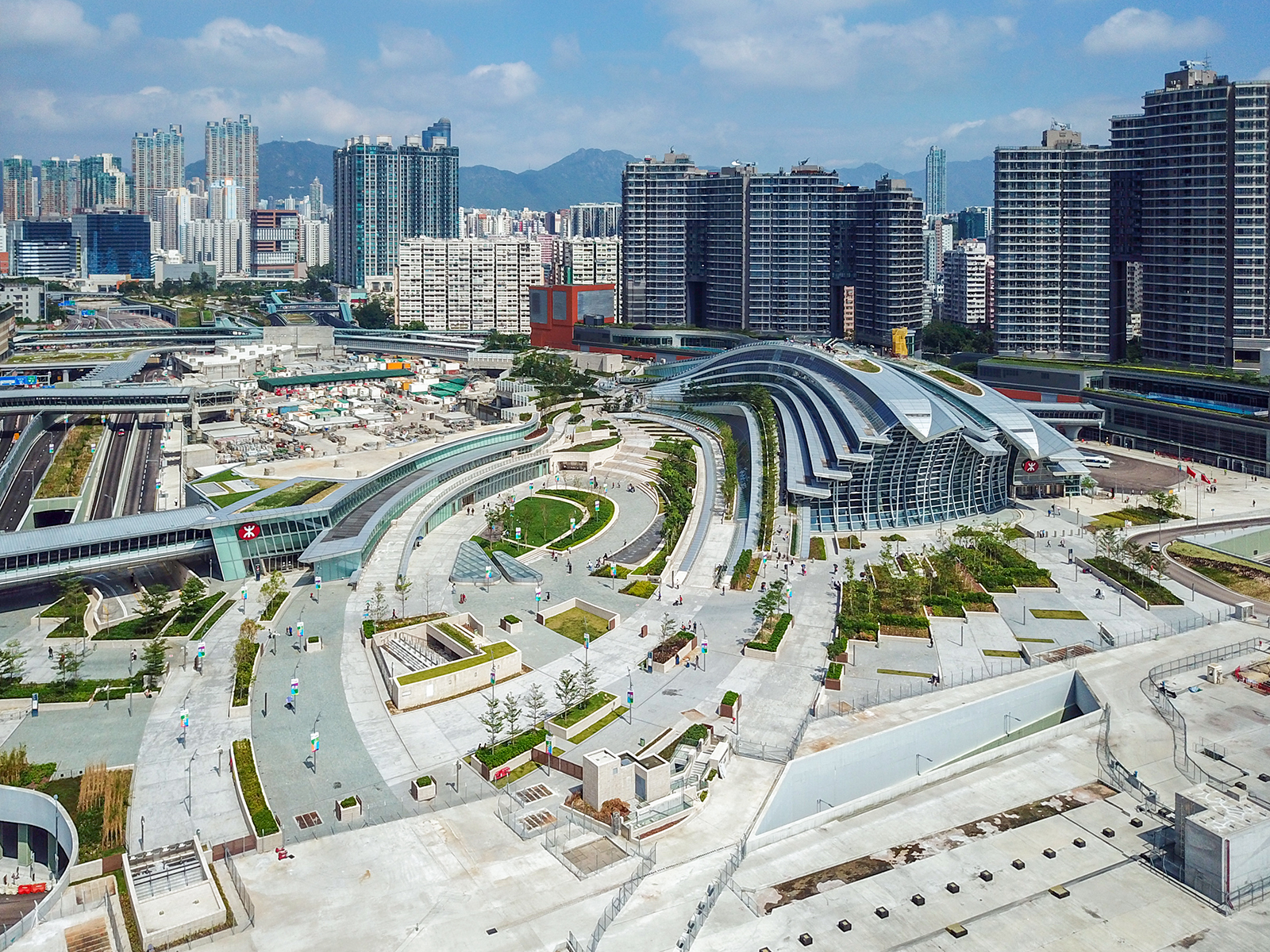
高鐵西九龍站

西九龍（英語：West Kowloon）簡稱：西九或新西九，位於香港九龍半島西面一帶之區域，屬於油尖旺區及深水埗區。該處並於九十年代開展規劃名為：西九龍填海計劃（英文：The West Kowloon Reclamation）工程內之填海用地，計劃則屬香港機場核心計劃一部份，亦是本港有史以來在九龍區最大規模的填海工程。
雖然其位置偏離原有的發展地帶，但其實仍屬於九龍範圍，至今仍有少部份人誤以為新界區。

## 西九龍位置定義
當時填海工程範圍以深旺道為東面邊界，包括北至美孚新邨連接昂船洲及伸延往南至油麻地渡船角一帶，但現時網絡地圖顯示即西九龍公路至西區海底隧收費廣場一帶及廣深港高速鐵路香港西九龍站（簡稱：高鐵西九站）一帶為西九龍，而西九龍向富榮花園以北或稱之為西九龍新填海區或九龍西新填海區。
而現西九龍內則有一處同名文娛藝術區，名為西九文化區（英語：West Kowloon Cultural District，簡稱：WKCD），位於西九龍南部臨海海頂端位置。

## 填海計劃範圍

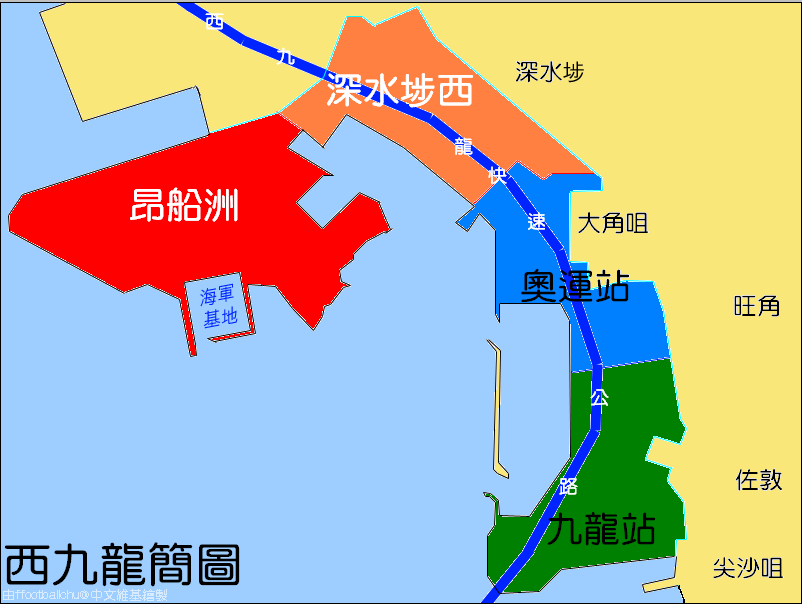
西九龍填海計劃位置圖

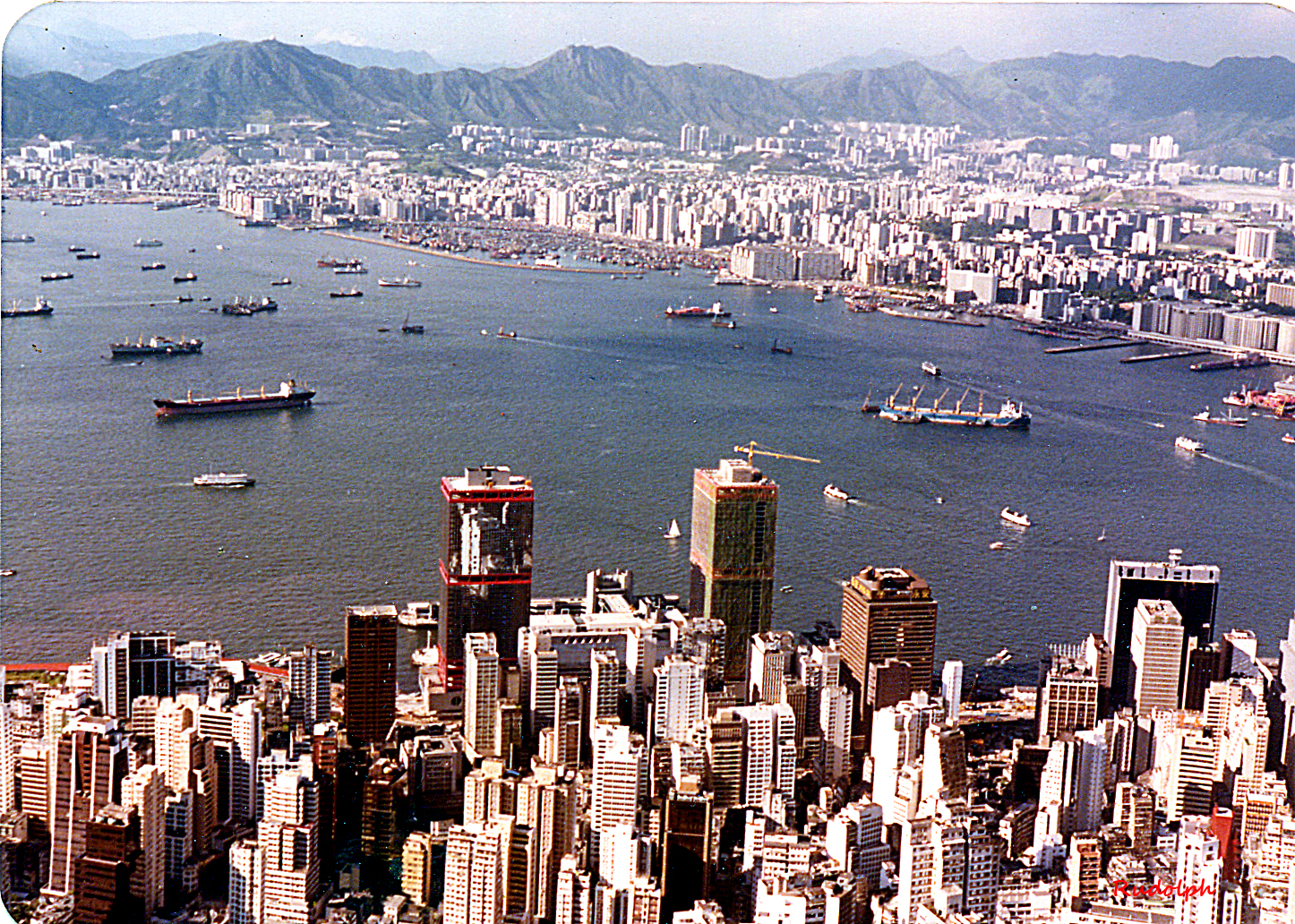
1985年相近視野的相片與上方相片對照可看出地貌上巨大的變化

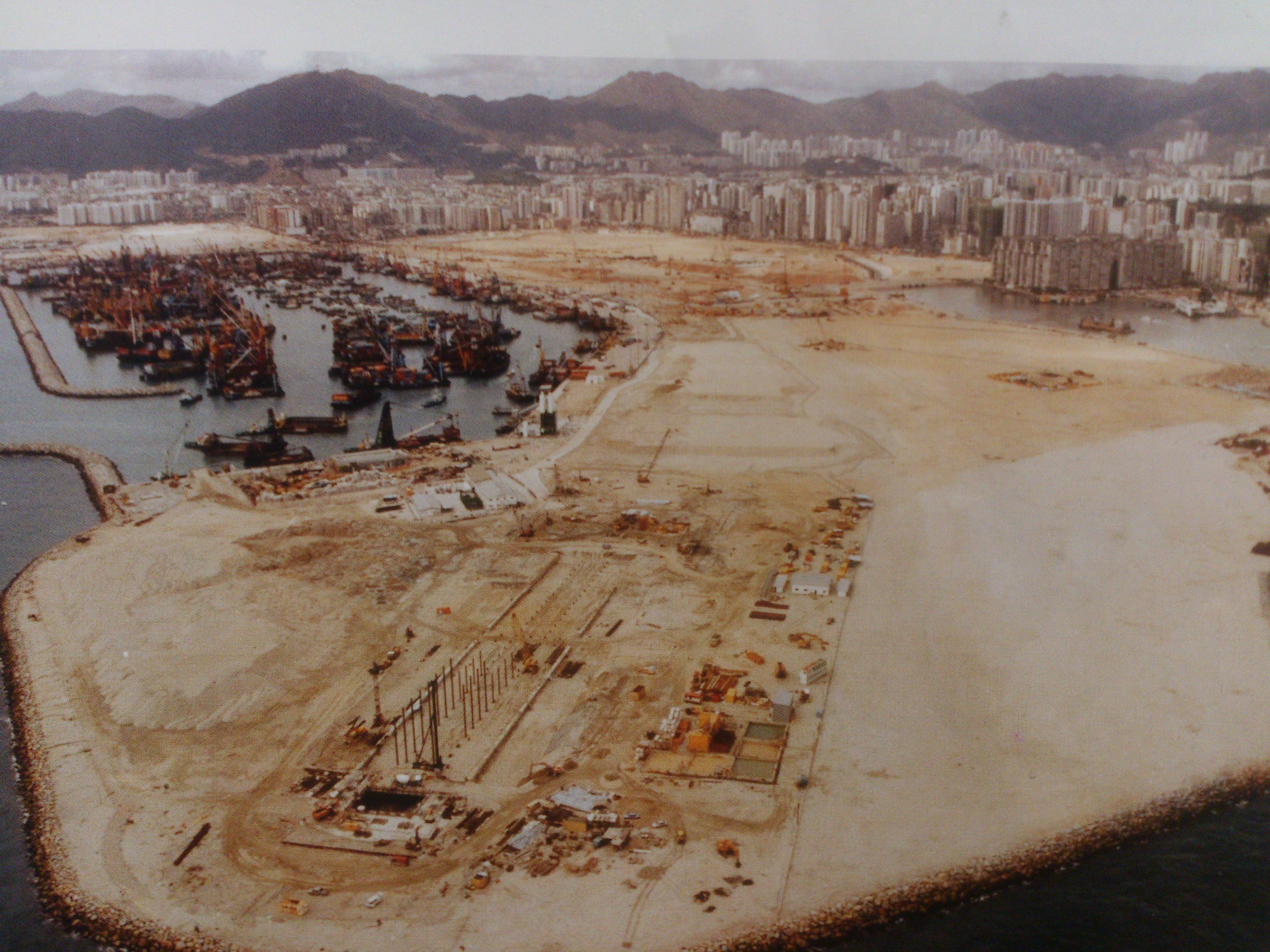
1995年大概成形的九龍站位置

當年西九龍填海工程大致可分為昂船洲、長沙灣西及深水埗西（南昌站地區），大角咀西及旺角西（奧運站地區），尖沙咀西（九龍站地區），貫穿西九龍的主要道路包括西九龍公路、深旺道、連翔道，西區海底隧道九龍出口位於西九龍盡頭；鐵路則有東涌綫、機場快綫、屯馬綫及廣深港高速鐵路香港段。

### 昂船洲
昂船洲未與九龍半島併合前，是駐港英軍的海軍總部。因應香港主權移交，原海軍總部的南面成為駐港解放軍的海軍基地，北面則開闢為8號貨櫃碼頭。另外已通車的八號幹線亦包括昂船洲段，其中昂船洲大橋連接着青衣和西九龍，方便來往香港國際機場及新界西北。
值得注意的是，儘管昂船洲填海區位處原屬深水埗區的海域，而昂船洲本島亦屬於深水埗區，但有別於西九龍其他填海地區，貨櫃碼頭範圍被劃入新界葵青區，令有關範圍進一步向南擴張。

### 深水埗西

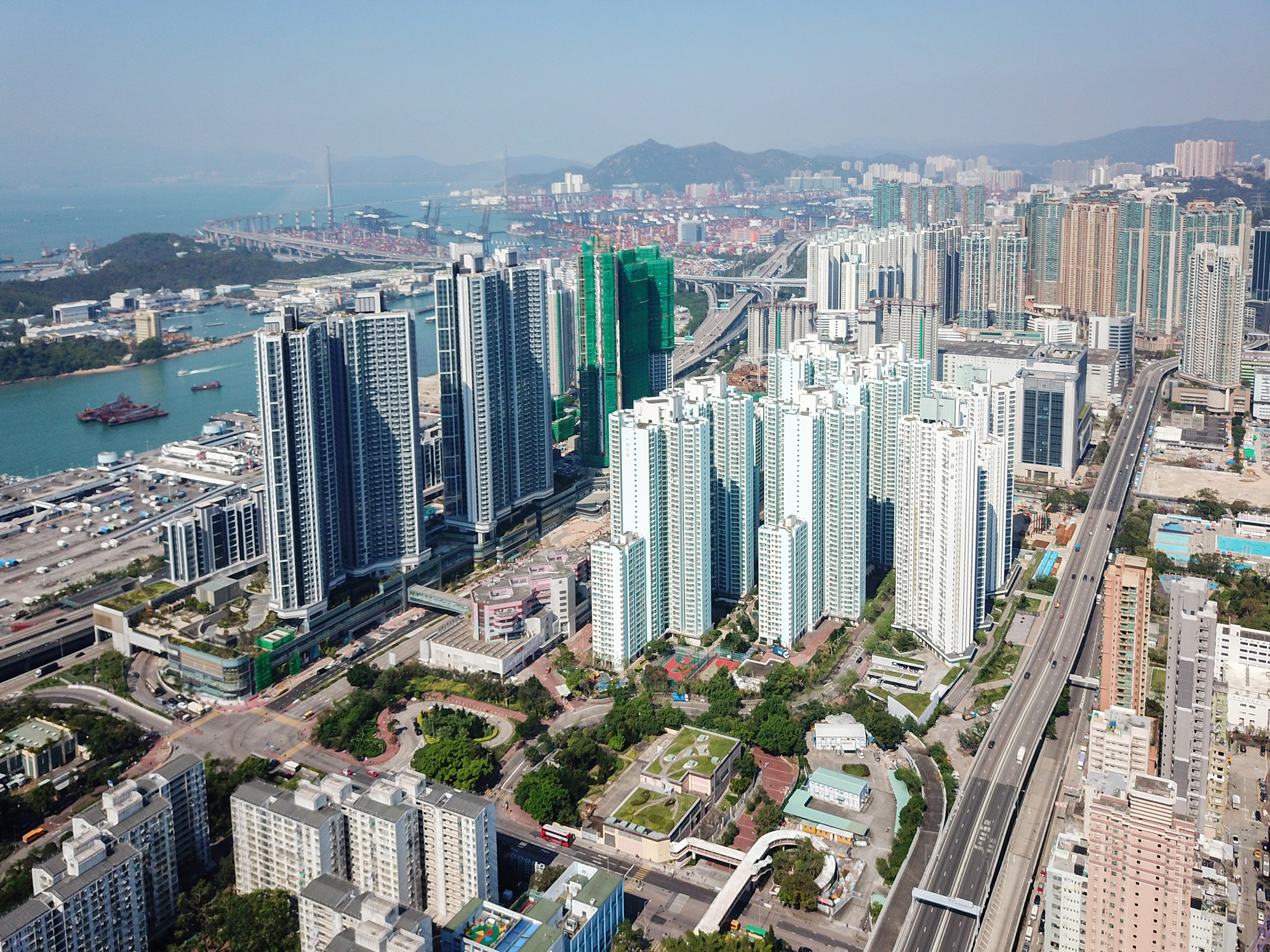
西九龍近深水埗西的住宅 (2018年)，匯璽（左）和富昌邨（右）

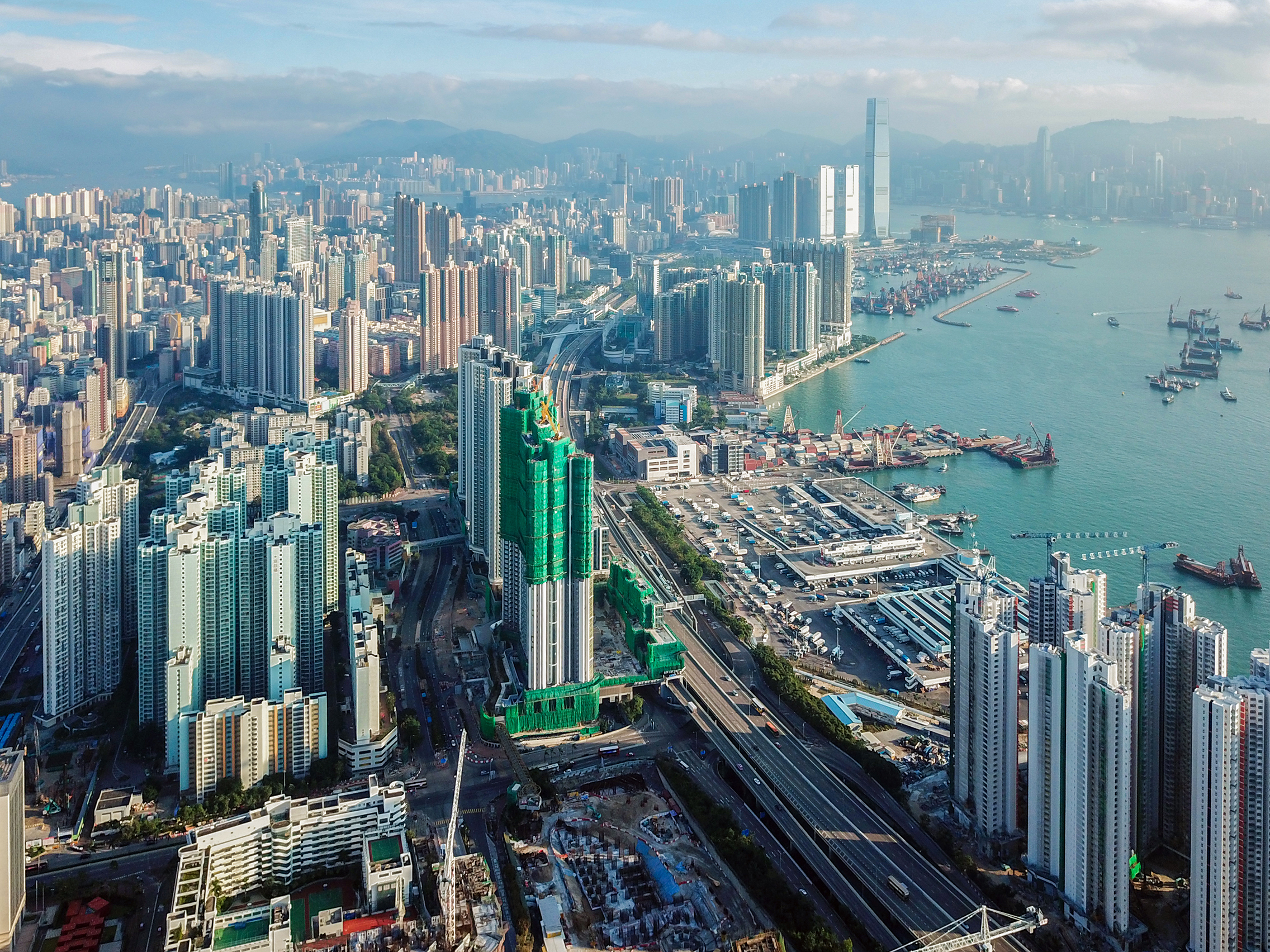
從長沙灣遠眺西九龍填海區 (2018年)

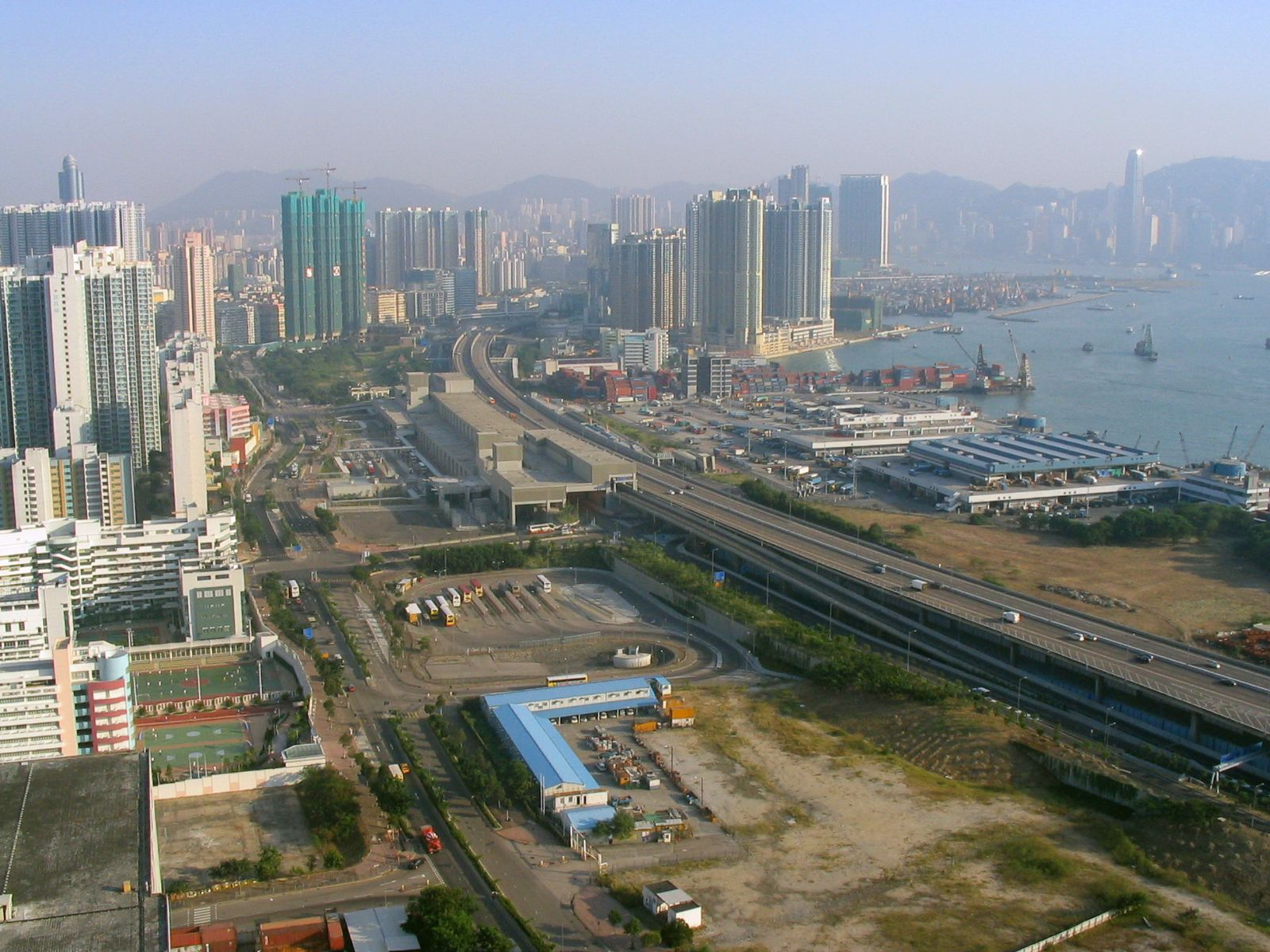
從長沙灣遠眺西九龍填海區 (2004年)

深水埗西（英語：Sham Shui Po West）泛指深盛路至聚魚道、深旺道、海輝道的地區，具體範圍南至聚魚道及南昌公園的部分範圍，東北接深旺道、部分東京街西、興華街西、深盛路以南碧海藍天的部分範圍，直達九巴月輪街車廠所在的寶輪街。北面深盛路、興華街西一帶在1991年未填海時是幾間小船廠的所在地，曾設有財利船廠、宏德機器、友聯船廠、海洋船廠及蔬菜批發市場，其中最後者於1993年10月遷往填海區內的長沙灣副食品批發市場，不過同樣位處該區的東方石油大廈卻被保留。在填海後建成了很多住宅，地產界人士所指的「長沙灣四小龍」（昇悅居、泓景臺、宇晴軒、碧海藍天）和出租屋邨海麗邨，被視為長沙灣西；而小船廠及九巴荔枝角巴士廠遷到西九龍公路以西的興華街西沿線。南面欽州街附近則有幾個公共屋邨，例如富昌邨和南昌邨，嚴格來說並非1991年的填海範圍，而屬於1977年深水埗第一期填海用地，第二代深水埗碼頭巴士總站於1999年被當局收回，先後重建為富昌邨及榮昌邨，不過碼頭巴士總站的公眾車道卻被保留，成為欽州街南北行的掉頭處。另外南昌站一帶的土地多幅用地過往劃為長沙灣副食品批發市場預留用地，2010年代政府陸續將用地改作公私營住宅發展，連同鄰近的南昌站匯璽，合共提供近1.27萬伙，在2019年竣工。區內5個公私營住宅項目將動工發展，當中臨海的一幅私人住宅用地，可建樓面約98.8萬平方呎，估計足以興建近2,000個海景住宅，帶來大量高收入住戶，此外，毗鄰長沙灣副食品批發市場的一幅5.3萬平方呎用地，現時屬「綜合發展區」用途，將會作私人住宅和酒店發展。住宅地在2017年11月16日由信置牽頭的中港財團以172.88億元奪得，成為香港賣地史上最貴住宅地價紀錄。該土地現正興建1,400伙單位和公眾能享用的海濱長廊，並已於2021年2月命名為維港匯。酒店地由新地以50.6億港元奪得，呎價高達1.35萬元，擬建975個酒店房。
至於連翔道3號、5號及6號地盤的兩個公屋項目海盈邨及海達邨、居屋項目凱樂苑，以及位於海達邨對面的單幢居屋凱德苑，將會帶來大量新增人口。
至於英華書院與聖瑪加利男女英文中小學、潤發倉庫、西九龍裁判法院，亦屬於填海前的海岸線範圍；當中，除潤發貨倉外，其餘用地曾用作臨時房屋區，於2000年清拆後重新發展。

### 大角咀西及旺角西

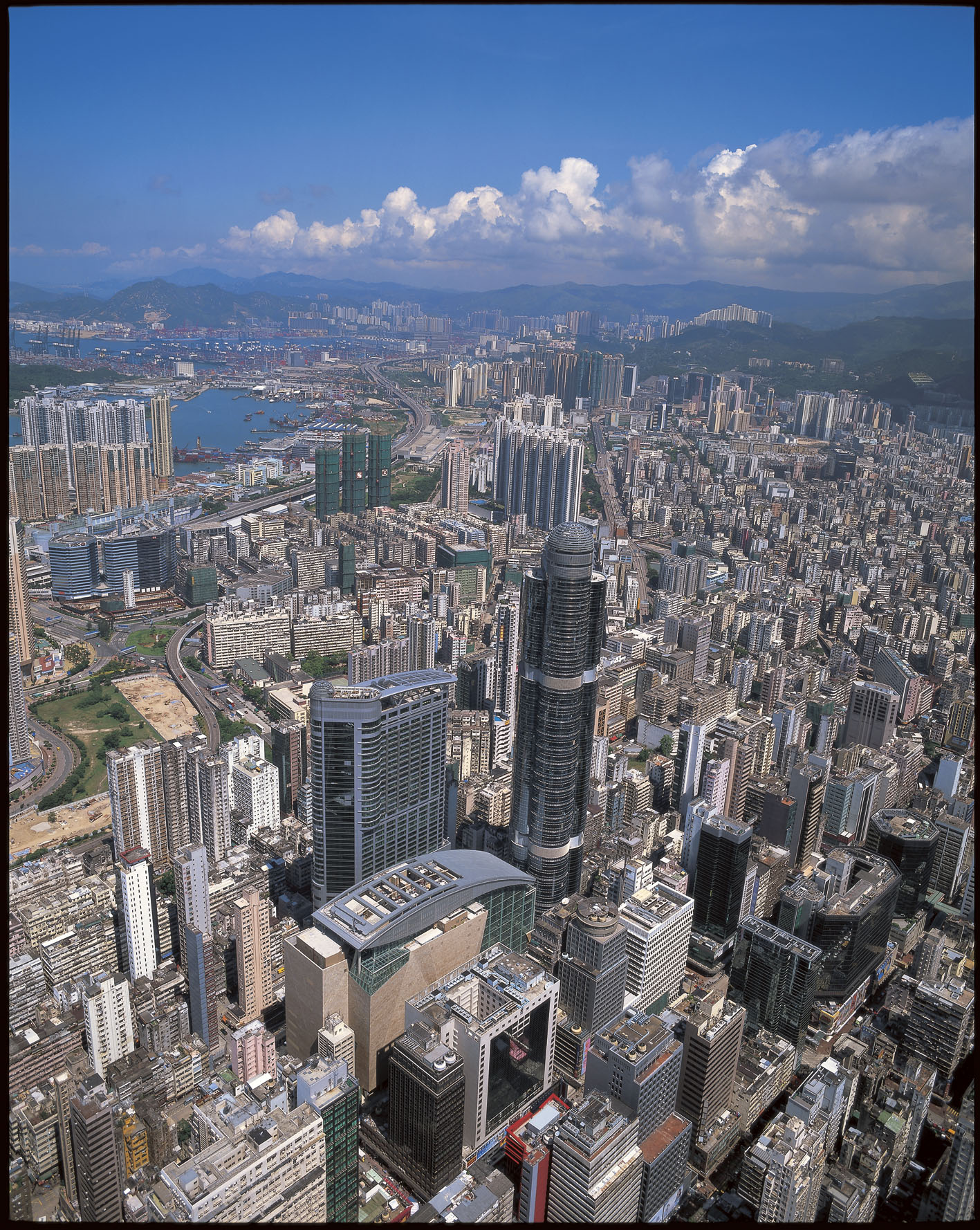
鳥瞰旺角、大角咀西、深水埗西、昂船洲以至美孚、葵青貨櫃碼頭和荃灣新市鎮一帶景致(2004年)

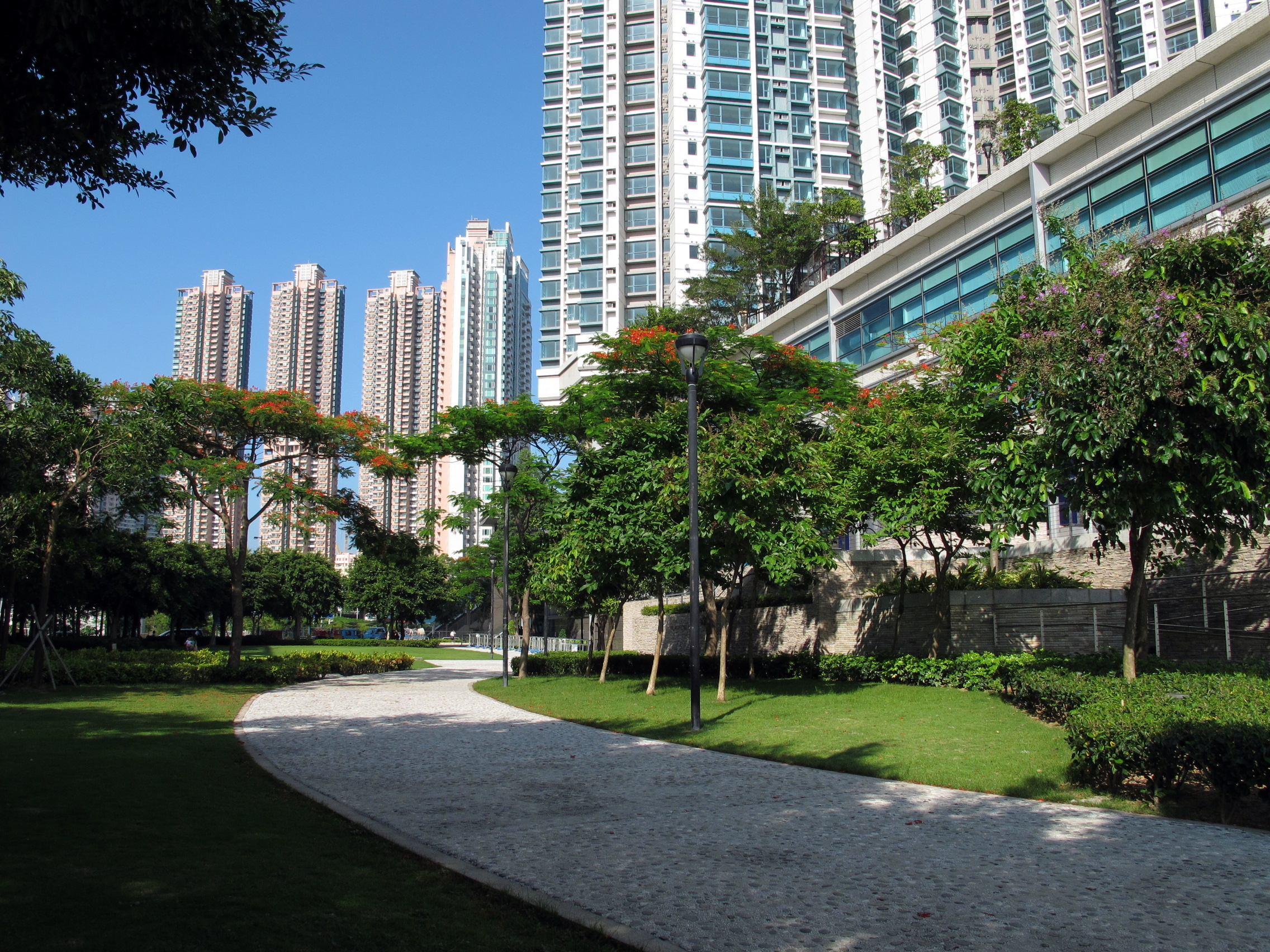
凱帆軒與浪澄灣之間設公共休憩空間

奧運站一帶填海區土地包括大角咀西及旺角西，東北界線介乎聚魚道至中匯街及埃華街至櫻桃街的一段深旺道，以及介乎中匯街至埃華街的旺堤街。港灣豪庭及樂群街公園雖然於填海後才發展，卻位處舊大角咀的邊陲地帶，並非位於填海地上，當中前者於填海前為油麻地小輪大角咀船廠、職工宿舍及油麻地工業大廈。奧運站位於大角咀西的土地上，原址是前大角咀碼頭及其附近海面，而旺角西的原址為油麻地避風塘一部分，以渡船街為界。填海後，新油麻地避風塘向西移到新填海地區的海傍。該等土地興建了多個大型屋苑，包括大角咀西的維港灣、凱帆軒、浪澄灣、瓏璽、一號銀海和君滙港，以及旺角西的富榮花園、海富苑、柏景灣和帝柏海灣等。由於奧運站鄰近旺角中心地區，又因為東涌綫的交通便利，滙豐中心、中銀中心及奧海城商場相繼落成，使奧運站地區成為西九龍的主要商住地區。

### 九龍站商住區

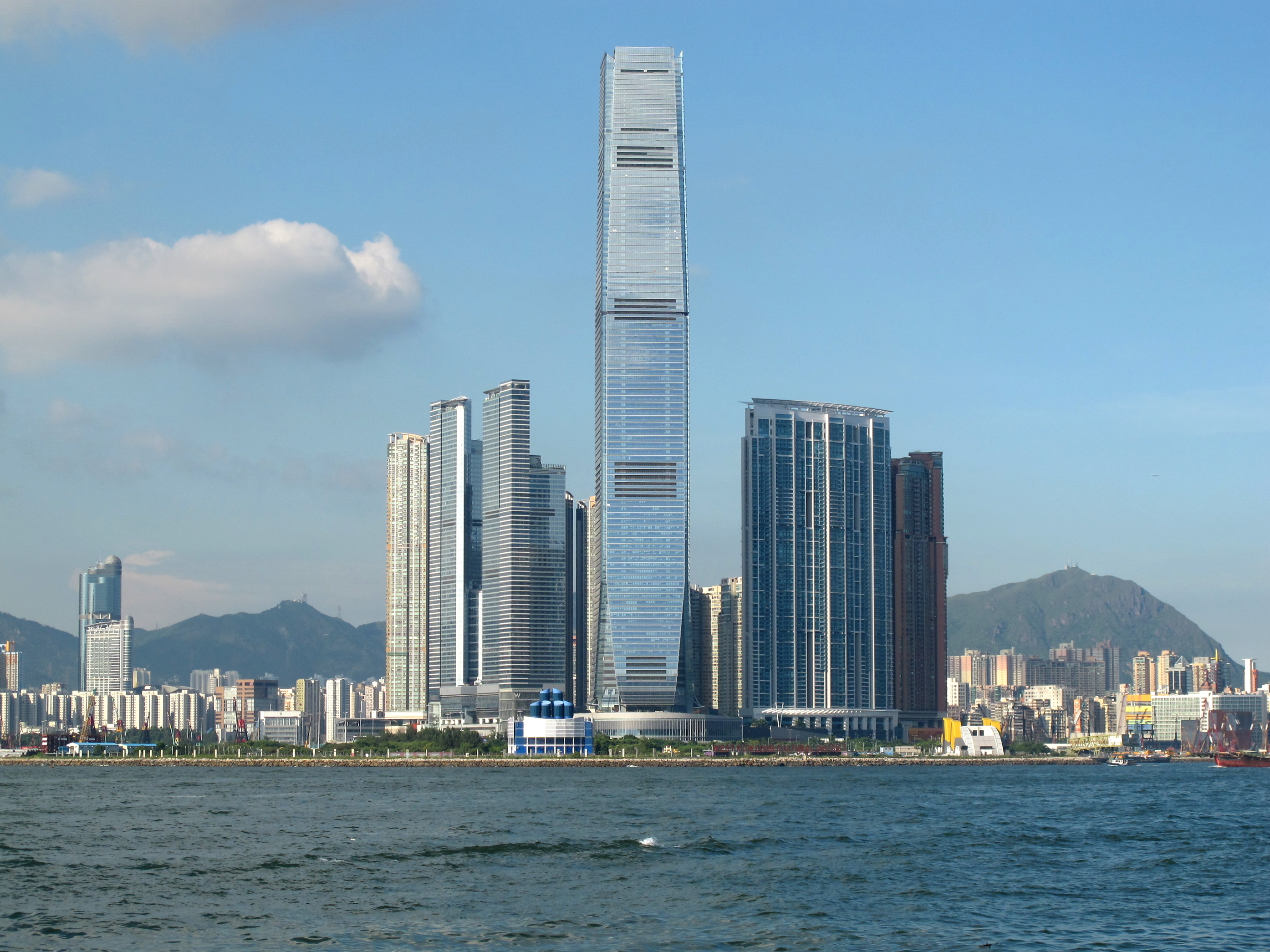
港鐵九龍站上蓋物業「Union Square」；圖左起為擎天半島、天璽、環球貿易廣場、君臨天下、凱旋門

地鐵公司將九龍站的發展計劃命名為Union Square，分為7期發展。第1至4期是住宅項目：漾日居、擎天半島、凱旋門和君臨天下。第5期至第7期是住宅、商業大廈、酒店及服務式住宅混合發展項目。第5期為圓方商場，第6期為天璽及W Hotel。而第7期環球貿易廣場，於2011年建成後成為香港最高的大廈。九龍站南面的新填海地區，政府發展成為西九文化區，其中一部分土地被發展成臨時的西九龍海濱長廊。
此外港鐵屯馬綫在九龍站東面渡船角近廣東道設立柯士甸站，並發展上蓋物業The Austin及Grand Austin。2018年9月建成的廣深港高速鐵路香港終點站香港西九龍站則在柯士甸站與九龍站之間的土地設立。
而渡船角北邊的油麻地交匯處則正在興建中九龍幹線，並且開始研究加設上蓋起樓。

## 圖片集

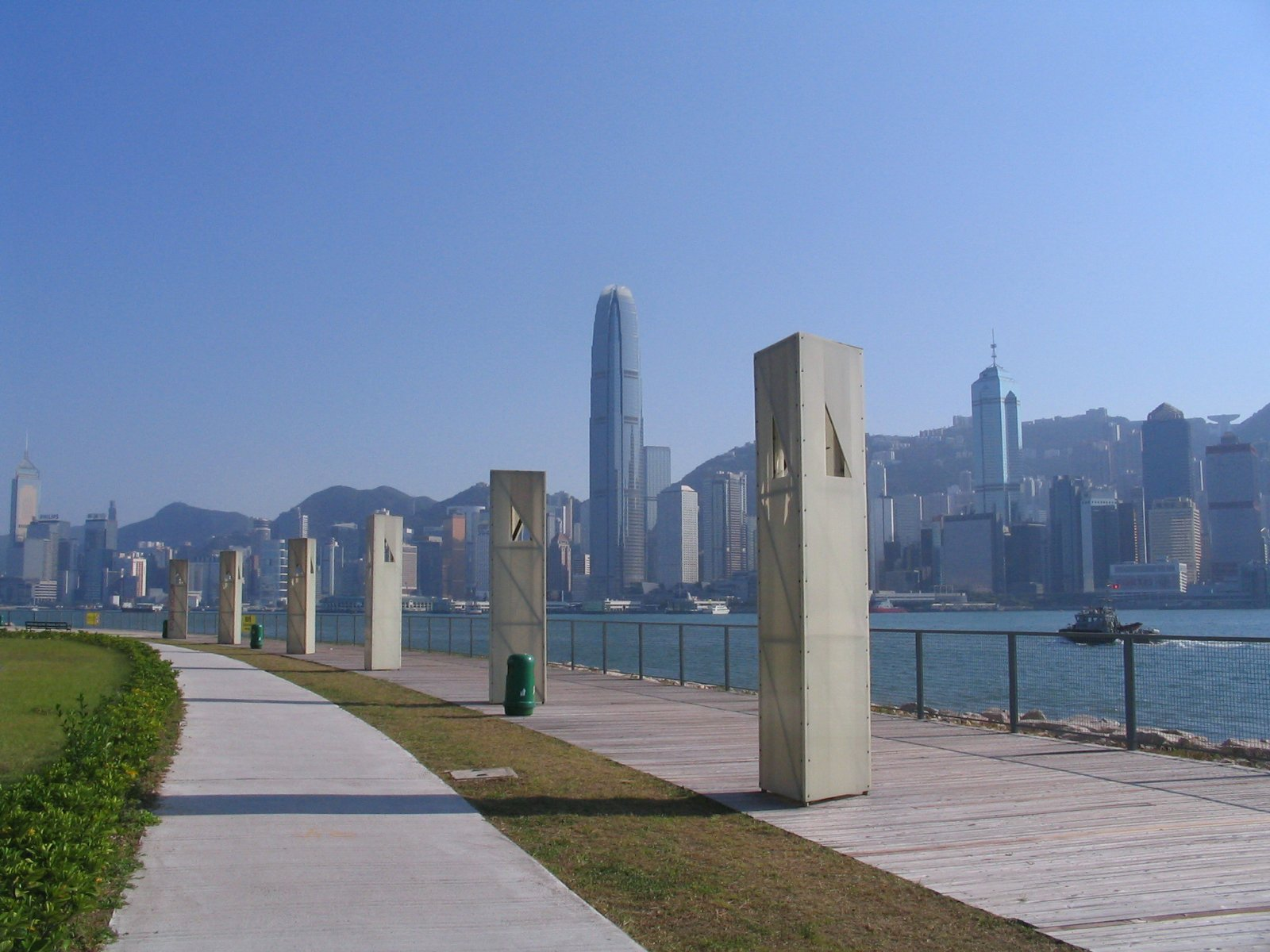
西九龍海濱長廊
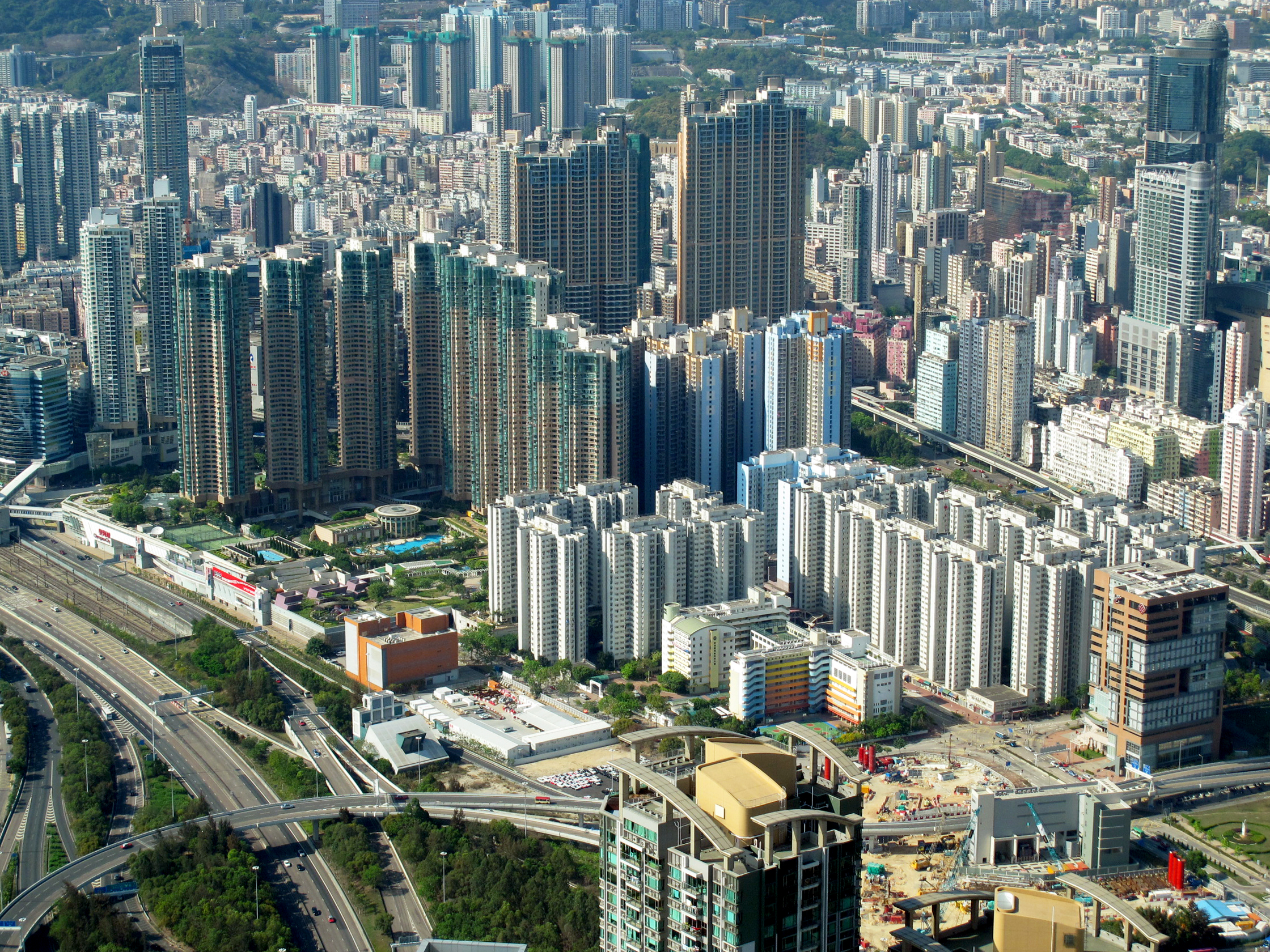
奧運站一帶屋苑
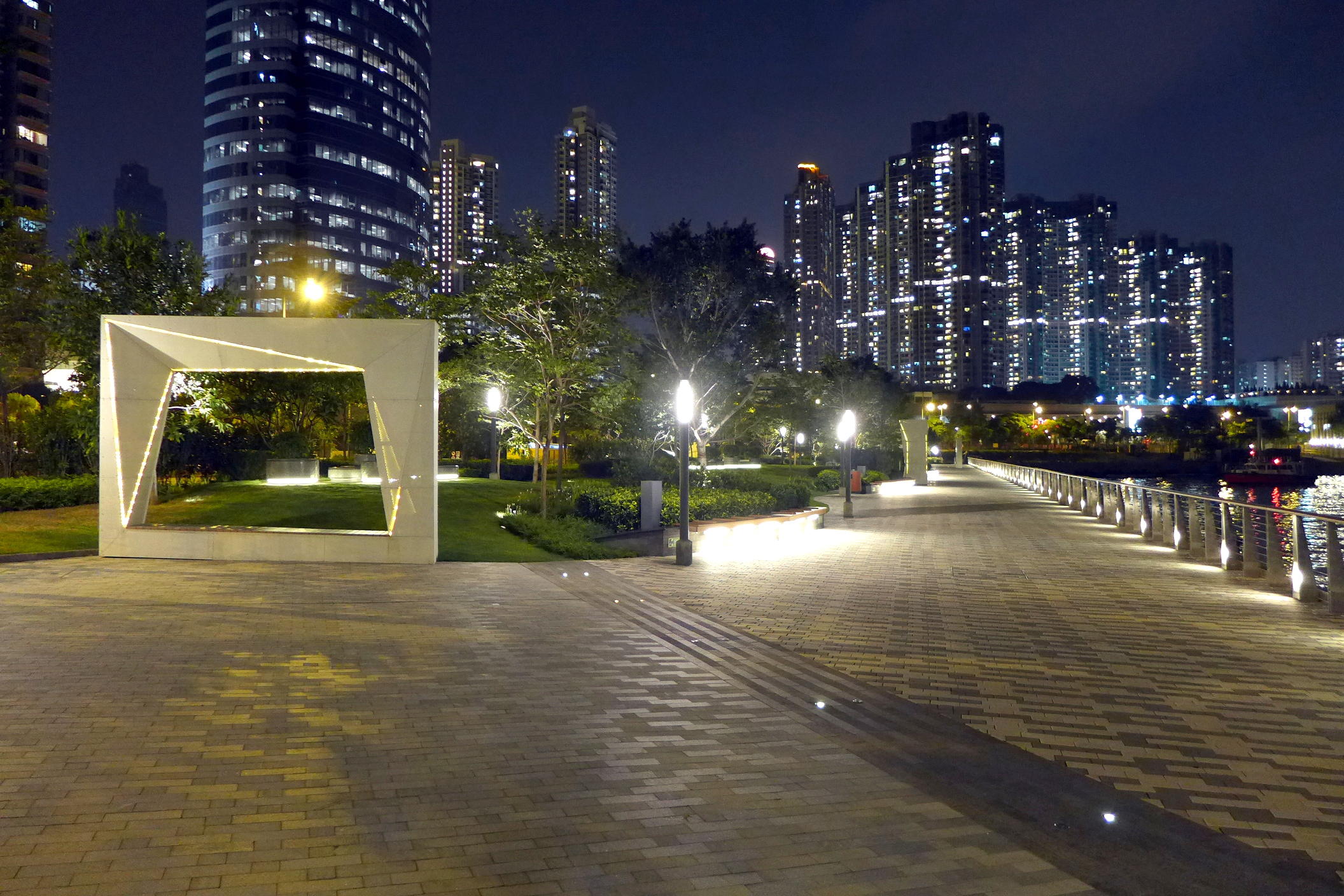
海輝道海濱花園
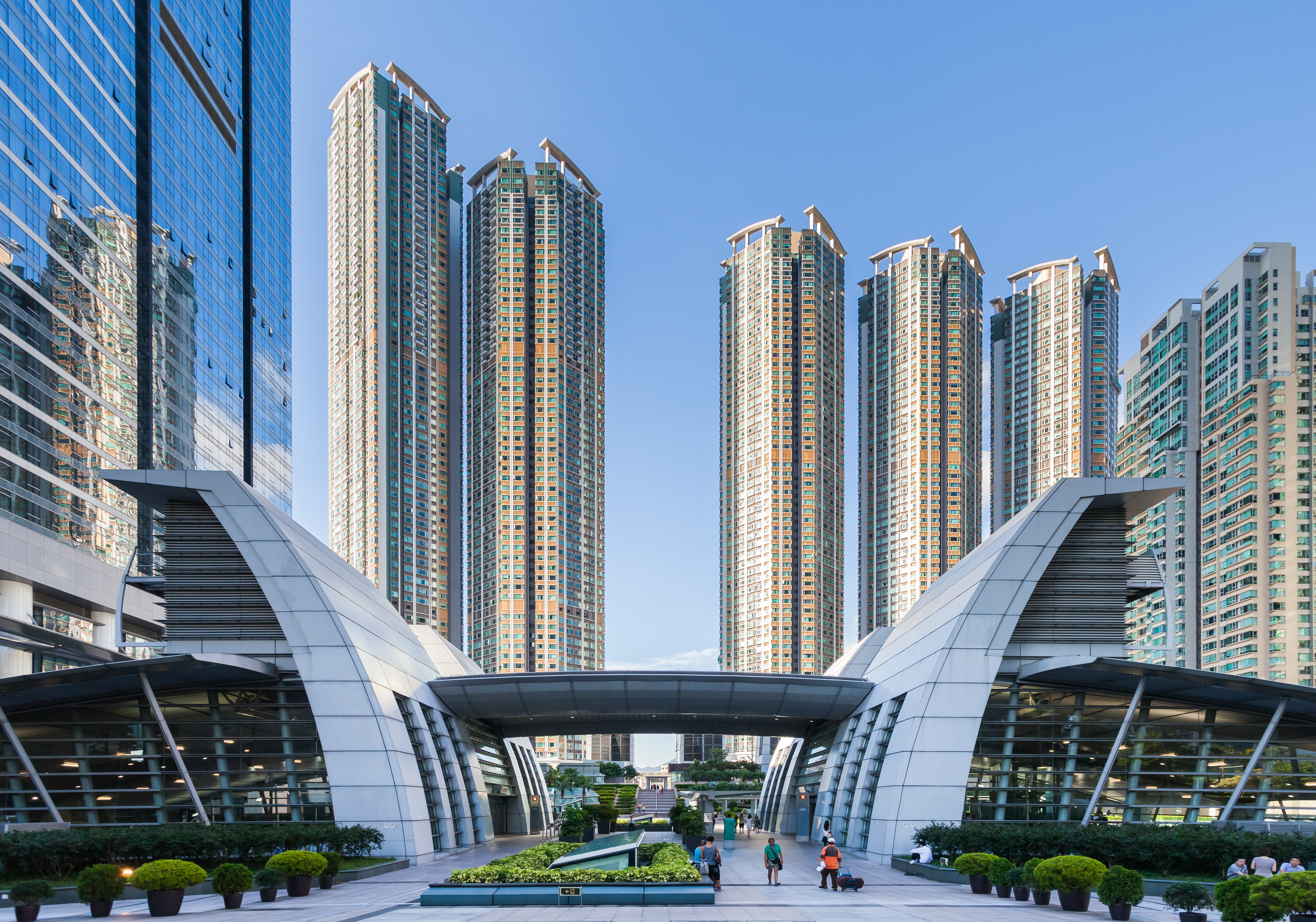
位於Union Square的九龍站建築群
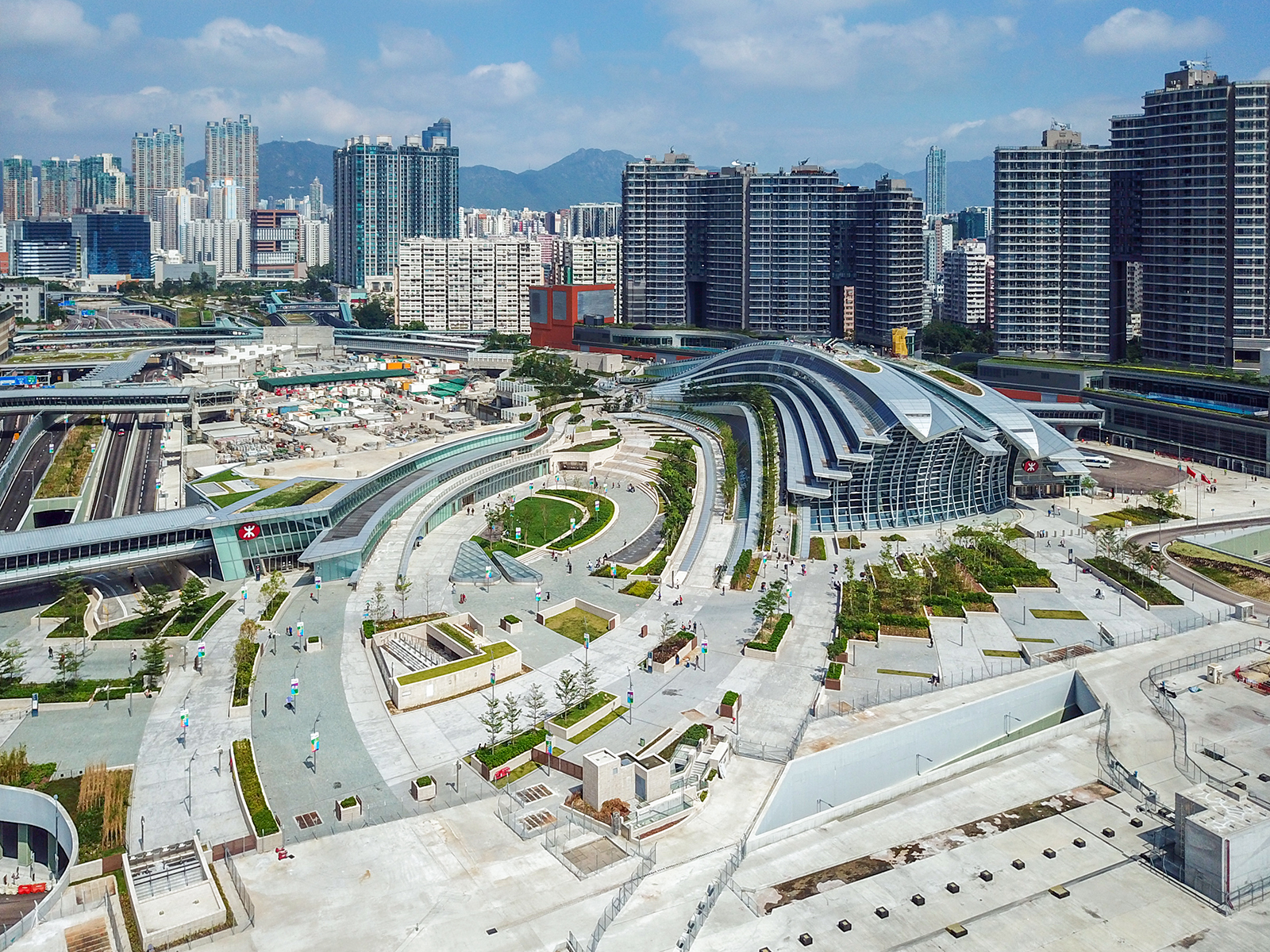
香港西九龍站
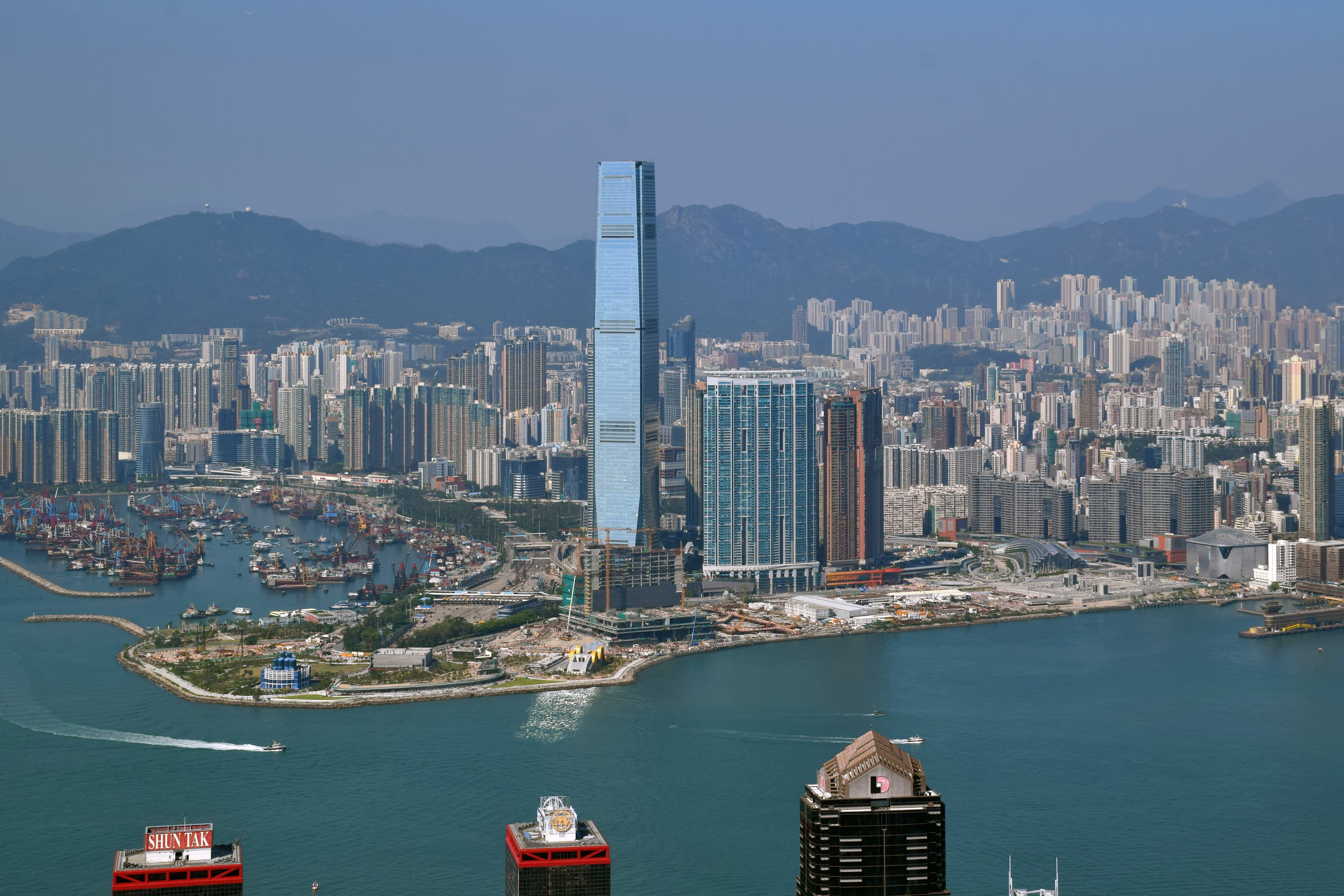
太平山望向西九龍

## 道路改善工程
預計西九龍發展區道路網絡於2031年不足應付交通需求，多個燈號控制交界處將會達至容車量極限，甚至超出交通負荷，以至出現車龍。2014年，運輸及房屋局擬向立法會申請約8億1千萬港元撥款以進行西九龍填海區的第一期道路改善工程，若果項目獲得立法會交通事務委員會支持，上述部門將於5月向立法會工務小組委員會提交建議，及於6月向立法會財務委員會申請撥款，預計於7月展開建造工程。項目包括興建多條高架單線行車道連接西九龍公路及附近路段，以應付西九龍填海區區內各項發展項目，包括西九文化區、廣深港高鐵香港段西九龍總站及港鐵柯士甸站上蓋物業等等所帶來的交通需求，有關工程於2018年9月底竣工。。

## 外部連結
- 香港地方介紹（页面存档备份，存于）
- 香港機場核心計劃網頁

22°18′13″N 114°09′36″E / 22.3036°N 114.1600°E